# Heinrich Oberreuter

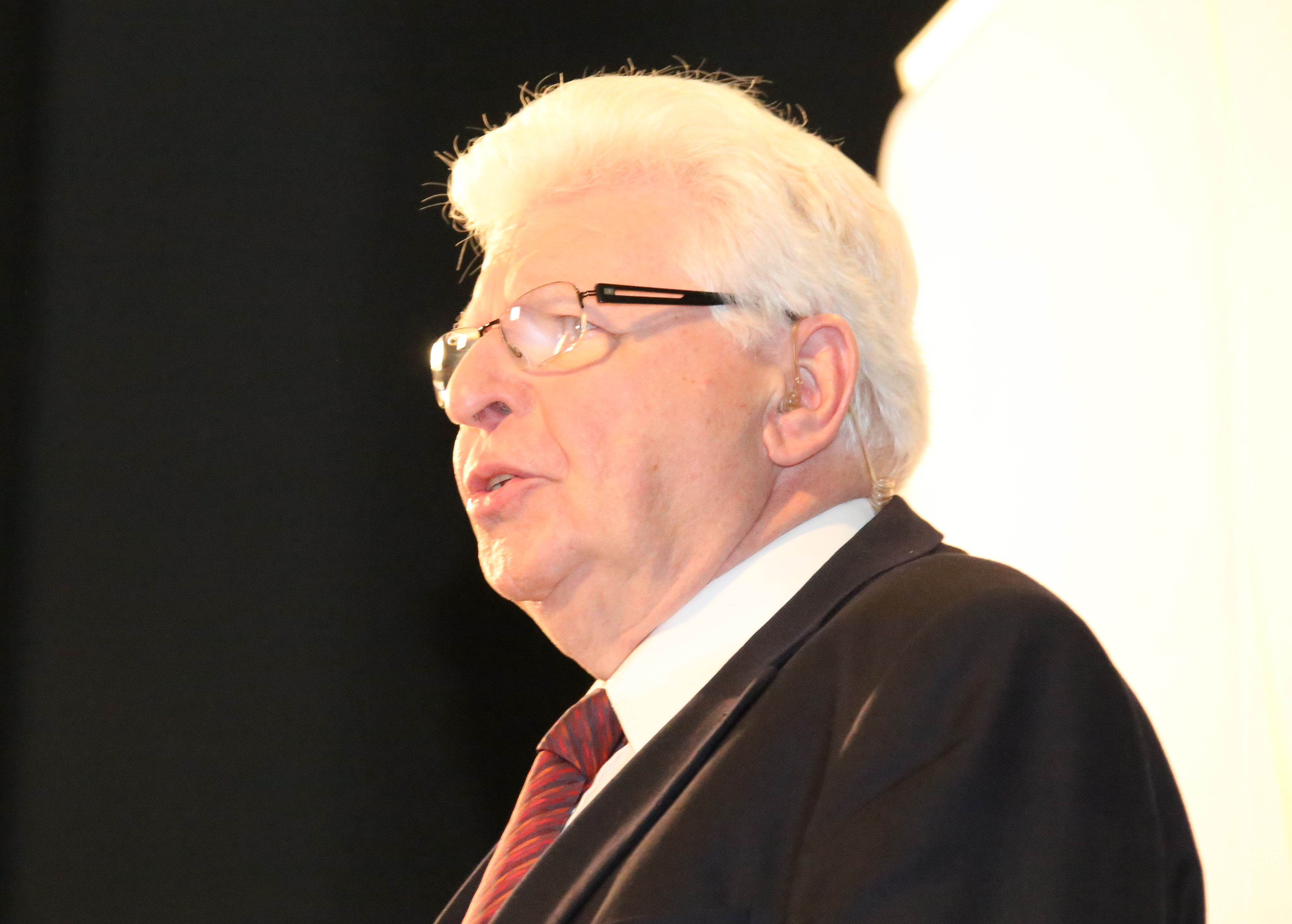
Heinrich Oberreuter (2013)

Heinrich Oberreuter (* 21. September 1942 in Breslau, Provinz Niederschlesien) ist ein deutscher Politikwissenschaftler. Er war von 1980 bis 2010 Inhaber eines Lehrstuhls für Politikwissenschaft an der Universität Passau und von 1993 bis 2011 Direktor der Akademie für Politische Bildung in Tutzing. Zudem war er Direktor des Passauer Instituts für Journalistenausbildung.

## Leben und Wirken
Heinrich Oberreuter wurde in Breslau als fünftes Kind des aus Haßfurt stammenden Facharztes für Psychiatrie Wilhelm Oberreuter und dessen Ehefrau Margot Oberreuter, geborene Edle von Kienle, geboren. Nach der Vertreibung kam er 1945 nach Bayern und wuchs in Haßfurt, Würzburg und Regensburg auf. Nach dem Abitur am Albrecht-Altdorfer-Gymnasium Regensburg 1962 studierte er Politikwissenschaft, Geschichte, Kommunikationswissenschaft und Soziologie an der Ludwig-Maximilians-Universität München. Von 1968 bis 1972 war er Wissenschaftlicher Mitarbeiter der Universität München, ab 1970 auch beim Deutschen Bundestag in Bonn. Im Jahr 1972 macht er seinen Abschluss als Magister Artium. Von 1972 bis 1978 war er als Wissenschaftlicher Assistent am Geschwister-Scholl-Institut der Münchener Universität tätig. 1976 wurde er zum Dr. phil. promoviert. 1978 wechselte er als Professor an das Otto-Suhr-Institut der Freien Universität Berlin, 1980 bis 2010 hatte er einen Lehrstuhl für Politikwissenschaft an der Universität Passau inne. 1987 war Oberreuter Gastprofessor am Dartmouth College in Hanover, New Hampshire, USA.
Im Jahr 1991 wurde Oberreuter vom sächsischen Wissenschaftsminister zum Gründungsdekan für Geistes- und Sozialwissenschaften an die Technische Universität Dresden berufen. Er war dort Mitglied des Kuratoriums und kurzzeitig (2002/03) auch Direktor des Hannah-Arendt-Institut für Totalitarismusforschung. Während seines zweijährigen Wirkens gelang es ihm, die dortige Philosophische Fakultät und die Fakultät für Sprach- und Literaturwissenschaft zu konstituieren. Es folgten Rufe an die Universitäten Eichstätt (Lehrstuhl für Kommunikationswissenschaft), Dresden und München. Am 1. November 1993 wurde er Direktor der Akademie für Politische Bildung in Tutzing. Die Leitung dieser Einrichtung hatte er bis zum 31. Oktober 2011 inne. Er ist weiterhin als 2. Vorsitzender des Förderkreises der Akademie aktiv.
2002 erhielt Oberreuter einen Ruf an die LMU München. Er war aber nicht auf dem ordnungsgemäßen Weg auf die Berufungsliste gesetzt worden, und das Verwaltungsgericht erkannte auf einen Verstoß gegen die Hochschulautonomie. Nach Verhandlungen nahm Oberreuter den Ruf nicht an.
Im Jahr 2010 trat er als Professor in den Ruhestand.
Seit 2012 leitet er die Neuherausgabe des Staatslexikons der Görres-Gesellschaft. Alle etwa 1800 Artikel der 8. Auflage wurden neu geschrieben und können auch online (open access) gelesen werden.
Heinrich Oberreuter war katholisch, ab 1966 mit Monika Oberreuter, geborene Dietze, verheiratet und hatte zwei Kinder (Heike und Johannes).

## Politisches Engagement
Heinrich Oberreuter ist langjähriges Mitglied der CSU. Er kandidierte im Jahre 1996 auf der Liste der CSU bei der Wahl zum Passauer Stadtrat.
Er wurde in den Wahlperioden 2003 bis 2008 und 2008 bis 2013 zum Vorsitzenden der Diätenkommission des Bayerischen Landtags gewählt.
Heinrich Oberreuter ist Mitherausgeber der Zeitschrift für Politik.

## Mitgliedschaften und Ehrenämter
- Mitglied in der Akademie der Wissenschaften und der Literatur[13]
- Mitglied des Kuratoriums der TU Dresden und des Hannah-Arendt-Instituts für Totalitarismusforschung an der TU Dresden
- Vorsitzender der Sektion für Politik und Kommunikationswissenschaft der Görres-Gesellschaft
- ab 1980 Mitglied im Wissenschaftlichen Beirat der Bundeszentrale für politische Bildung
- Mitglied im Wissenschaftlichen Beirat des Hauses der Geschichte
- von 1981 bis 1983 Mitglied im Beirat der Deutschen Vereinigung für Politische Wissenschaft
- Stellvertretender Vorsitzender im Vorstand der Deutschen Vereinigung für Parlamentsfragen, dem er seit 1972 angehörte
- Mitglied im Beirat des Europäischen Jugend-Musik-Festival Passau

Darüber hinaus ist er zeitweilig Kommentator beim Bayerischen Rundfunk sowie regelmäßig Autor in mehreren Tages- und Wochenzeitungen.

## Auszeichnungen
- Ehrendoktor der Philosophischen Fakultät (TU Dresden)
- Ehrendoktor der Fakultät für Sprach- und Literaturwissenschaften (TU Dresden)
- Offizier des Ordre des Palmes Académiques der Republik Frankreich
- 1974: Preis des Bayerischen Landtages
- Bundesverdienstkreuz (am Bande)
- Bayerischer Verdienstorden
- Bayerische Verfassungsmedaille in Gold
- 2003: Sächsische Verfassungsmedaille[14]
- 2010: Verdienstkreuz 1. Klasse des Verdienstordens der Bundesrepublik Deutschland
- 2021: Ehrenring der Görres-Gesellschaft

## Schriften
- Parlament und Regierung. Ein Vergleich dreier Regierungssysteme (mit Emil Hübner), München 1977.
- Kann der Parlamentarismus überleben. 1977.
- Notstand und Demokratie. Vom monarchischen Obrigkeits- zum demokratischen Rechtsstaat, München 1978 (zugleich Philosophische Dissertation München 1976).
- Freiheitliches Verfassungsdenken und politische Bildung. 1980.
- Parlamentsreform in westlichen Demokratien. 1981.
- Übermacht der Medien. Erstickt die demokratische Kommunikation? Zürich/Osnabrück 1982.
- Parteien zwischen Nestwärme und Funktionskälte, Zürich/Osnabrück 1983.
- Stimmungsdemokratie. Strömungen im politischen Bewußtsein, Zürich/Osnabrück 1987.
- Wendezeiten. Zeitgeschichte als Prägekraft politischer Kultur, München 2010, ISBN 978-3789292903.
- Oberreuter schrieb acht Artikel für das Staatslexikon der Görres-Gesellschaft[15]

Herausgeberschaften:
- Der Bundestag von innen gesehen. 24 Beiträge (mit Emil Hübner und Heinz Rausch), München 1969.
- Parlamentarische Opposition – Ein internationaler Vergleich, Hamburg 1975.
- Pluralismus. Grundlegung und Diskussion. UTB, Opladen 1980.
- mit Rudolf Lill: Machtverfall und Machtergreifung. Aufstieg und Herrschaft des Nationalsozialismus. Bayerische Landeszentrale für politische Bildungsarbeit, 1983; 2. Auflage 1986.
- als Mitherausgeber: Portraits des Widerstands. 1984.
- mit Alf Mintzel: Parteien in der Bundesrepublik Deutschland. München 1990; 2. Auflage 1992.
- Parteiensystem am Wendepunkt? Wahlen in der Fernsehdemokratie, Landsberg 1996.
- Ungewissheiten der Macht. Parteien – Wähler – Wahlentscheidung, München 1998.
- Weniger Arbeit, mehr vom Leben? (mit Susanne Kirner), Olzog 1999, ISBN 3-7892-9324-5.
- Ein reiches Leben: Hans Maier. Reden zum 70. Geburtstag. Festveranstaltung am 21. Juni 2001 in der Akademie für Politische Bildung Tutzing, München 2002.
- Diktaturen in Deutschland – Vergleichsaspekte. Strukturen, Institutionen und Verhaltensweisen (mit Günther Heydemann), Bundeszentrale für Politische Bildung, Schriftenreihe Band 398, 2003.
- Kristallisationskern politischer Bildung. Zur Geschichte der Akademie 1957 bis 2007, München 2009.
- Am Ende der Gewissheiten. Wähler, Parteien und Koalitionen in Bewegung, Olzog, München 2011, ISBN 978-3-7892-8209-6.
- Weltpolitik im 21. Jahrhundert. Perspektiven zur neuen internationalen Staatenordnung. Festschrift für Jürgen Schwarz (mit Armin A. Steinkamm und Hanns-Frank Seller), Wiesbaden 2004.